# Паевская, Юлия Георгиевна
Ю́лия Гео́ргиевна Пае́вская (укр. Юлія Георгіївна Паєвська, род. 19 декабря 1968, Киев) — украинский военный парамедик, основатель эвакуационно-медицинского добровольческого подразделения «Ангелы Тайры». Известна под прозвищем «Тайра».
С 2014 года работала волонтёром в зоне вооружённого конфликта в Донбассе, с 2018 по 2020 состояла в рядах ВСУ и возглавляла эвакуационное отделение 61-го мобильного госпиталя в Мариуполе. 16 марта 2022 была захвачена вооружёнными силами Российской Федерации; 17 июня освобождена.

## Биография
Родилась в Киеве 19 декабря 1968 года.
По основной профессии дизайнер, также более 20 лет была тренером айкидо и возглавляет федерацию айкидо «Мутокукай-Украина».
Начала работать медиком-волонтёром в период Евромайдана, после начала войны на Донбассе взяла себе позывной «Тайра» в честь одного из японских родов (ранее она использовала этот псевдоним в игре World of Warcraft), а её команду стали называть «Ангелами Тайры» по аналогии с «Ангелами Чарли».

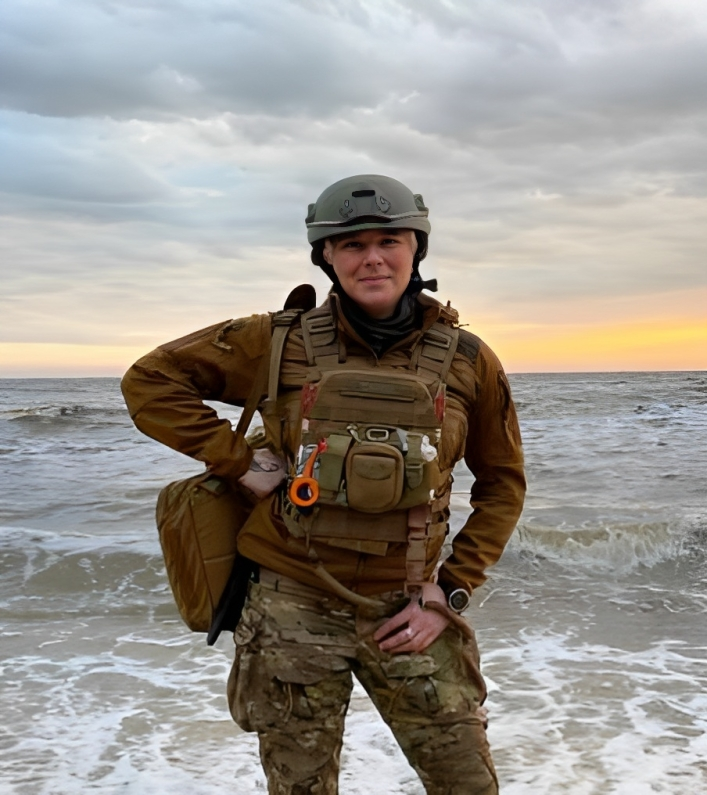
Юлия Паевская в 2020 году

В 2018 году подписала контракт с Вооружёнными силами Украины; в 2020 году, после истечения контракта, продолжила работу волонтёром. К этому времени, как сообщается, спасла около 500 украинских военных.
В 2018 году Юлия принимала участие в международных спортивных соревнованиях «Invictus Games 2018» в Сиднее и завоевала золотую медаль в соревнованиях по плаванию и бронзу по стрельбе из лука. В 2020 году была единственной женщиной в национальной сборной Украины на «Invictus Games 2020», проходивших в Гааге.
Кандидат в депутаты Киевского городского совета от партии «Демократична Сокира» на городских выборах в Киеве 2020 года, номер 2 в списке.
В период с начала вторжения России на Украину записывала на портативную камеру процесс ухода за ранеными в Мариуполе и действия российских солдат на украинской территории, 15 марта 2022 года передала эти материалы корреспонденту Associated Press. На следующий день, 16 марта, была вместе со своим водителем захвачена российскими военными, когда сопровождала выход из Мариуполя по «зелёному коридору» нескольких детей-сирот. Российские СМИ выпустили ряд материалов с обвинениями Паевской в разнообразных преступлениях, вплоть до продажи тел из Мариуполя в западные клиники на органы; заявлялось также, что дети, которых сопровождала Паевская, рассказали, будто она убила их родителей (при этом возраст этих детей не превышает трёх лет). Беспокойство за судьбу Паевской выражали украинские официальные лица и международные медиа.
17 июня 2022 года была освобождена из плена, о чём лично сообщил в своём ежедневном вечернем обращении президент Украины Владимир Зеленский. Ряд медиа заявили о том, что за этим освобождением мог стоять неофициальный обмен Тайры на украинского гражданина чеченского происхождения Адама Саидова (Гриценко), сына криминального авторитета Мурада Саидова. Выдвинувшая эту версию военный корреспондент российского Первого канала Ирина Куксенкова сообщила о последовавшем за этим звонке министра информации Чечни Ахмеда Дудаева, который отрицал причастность постпред Чечни в Крыму Исы Хачукаева и Мурада Саидова к обмену и обвинил её в провокациях и подрыве авторитета всей Чечни.

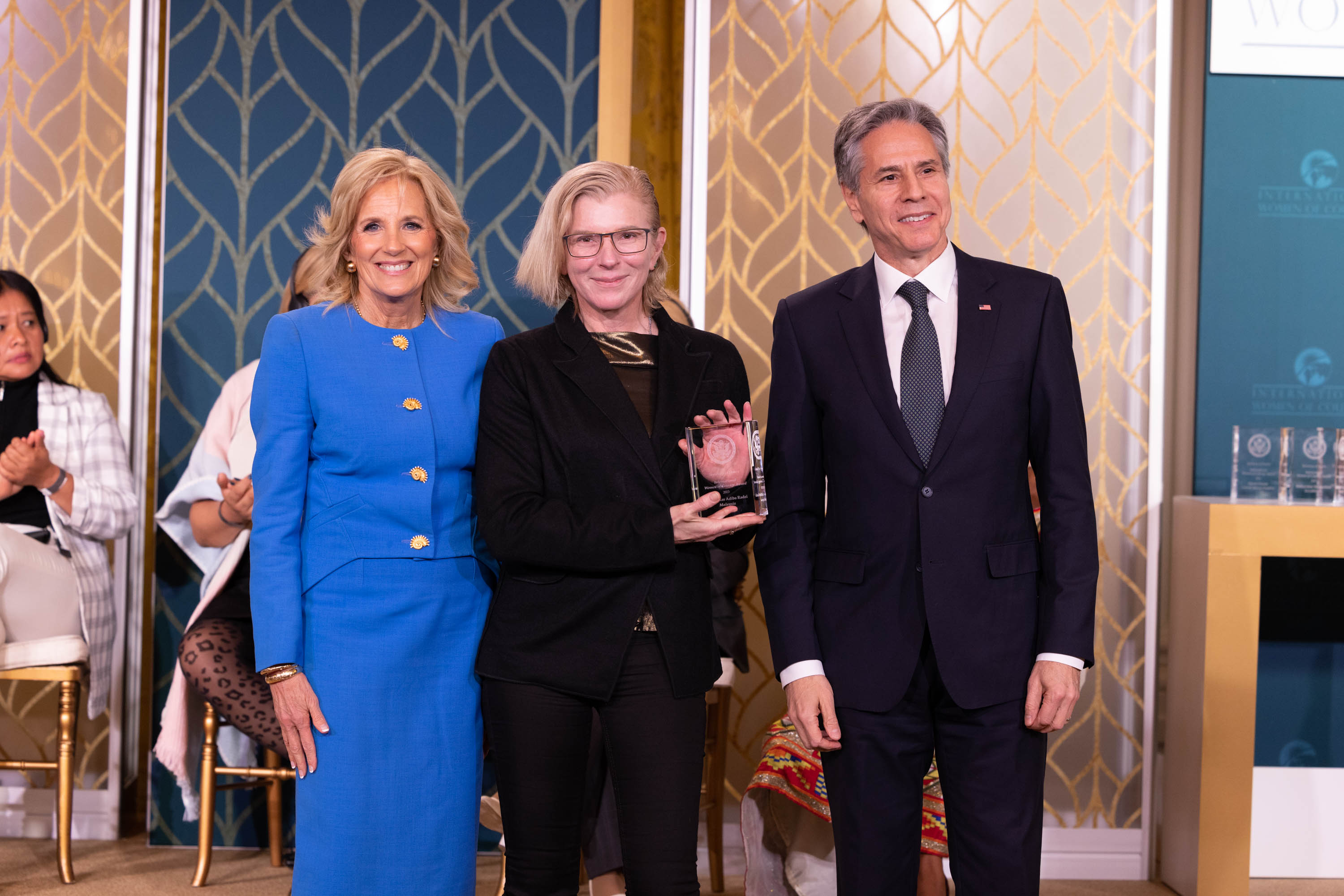
Первая леди США Джилл Байден, Юлия Паевская и Энтони Блинкен на 17-й церемонии вручения награды Международной женской отваги (IWOC), 8 марта 2023 года

9 июля 2022 года рассказала об условиях своего содержания в плену.
Вошла в список 100 самых вдохновляющих и влиятельных женщин мира 2022 года по версии британской вещательной корпорации Би-би-си.

## Награды
- Нагрудный знак «Знак почёта» (Минобороны Украины)[13]
- Нагрудный знак «За заслуги перед Вооружёнными силами Украины»[13]
- Медаль «Защитнику Отчизны»[13]
- Международная женская премия за отвагу[14]